# El Pochote, Jalisco
El Pochote är en ort i Mexiko.   Den ligger i kommunen Tepatitlán de Morelos och delstaten Jalisco, i den centrala delen av landet, 400 km väster om huvudstaden Mexico City. El Pochote ligger 1 842 meter över havet och antalet invånare är 359.
Terrängen runt El Pochote är platt åt sydost, men åt nordväst är den kuperad. Terrängen runt El Pochote sluttar söderut. Runt El Pochote är det ganska tätbefolkat, med 86 invånare per kvadratkilometer. Närmaste större samhälle är Tepatitlán de Morelos, 4,5 km öster om El Pochote. I omgivningarna runt El Pochote växer huvudsakligen savannskog.